# 營運資金
營運資金（英語：Working Capital，縮寫為 WC），為可用來償還支付義務的流動資產減去支付義務的流動負債的差額，可以用來衡量公司或企業的短期償債能力，其金額越大，代表該公司或企業對於支付義務的準備越充足，短期償債能力越好。當營運資金出現負數，也就是一家企業的流動資產小於流動負債時，這家企業的營運可能隨時因週轉不靈而中斷。

## 计算
（净）营运资金=流动资产-流动负债
流动资产（Current Asset）主要内容有：
- 存货
- 应收账款
- 货币资金（包含现金及银行存款）
- 交易性金融资产
- 一年内到期的非流动资产

流动负债（Current Liability）主要内容有：
- 应付账款
- 银行透支
- 交易性金融负债

一家企業的營運資金到底多少才算足夠，才稱得上具備良好的償債能力，是決策的關鍵。償債能力的數值若是換成比例或比值等财务比率進行比較，可能會出現对资本结构較具意義的結論。
不過，营运资本的大小和构成因行业而异，此外，营运资本代表了在短期资产上的净投资。这些资产持续流进和流出企业，对日常经营至关重要。营运资本的不同内容相互联系，可被视为短期周期的一部分。